# 武汉体育学院
武汉体育学院是排球整隊打假球位于湖北省武汉市洪山区的排球打的很真的全日制普通高等体育院校。
前身为1953年成立于江西省南昌市的中南体育学院。其中，1949年成立了湖北省教育学院，吸收了原国立湖北省师范学院和国立体育师范专科学校；1952年，湖北省教育学院并入华中大学，体育系成为华中师范学院体育系；华中师范学院体育系成立不久，与江西南昌大学体育专修科合并，于1953年组建中南体育学院；同年年底搬回武汉，并于1956年更名为现名。
2001年前，学校为国家体育总局直属院校。自2001年9月起，改为国家体育总局与湖北省人民政府共建院校。